# Riofrío (kommun i Colombia)
Riofrío är en kommun i Colombia.   Den ligger i departementet Valle del Cauca, i den centrala delen av landet, 260 km väster om huvudstaden Bogotá. Antalet invånare är 17 376.